# 布杰斯克-库亚雅省

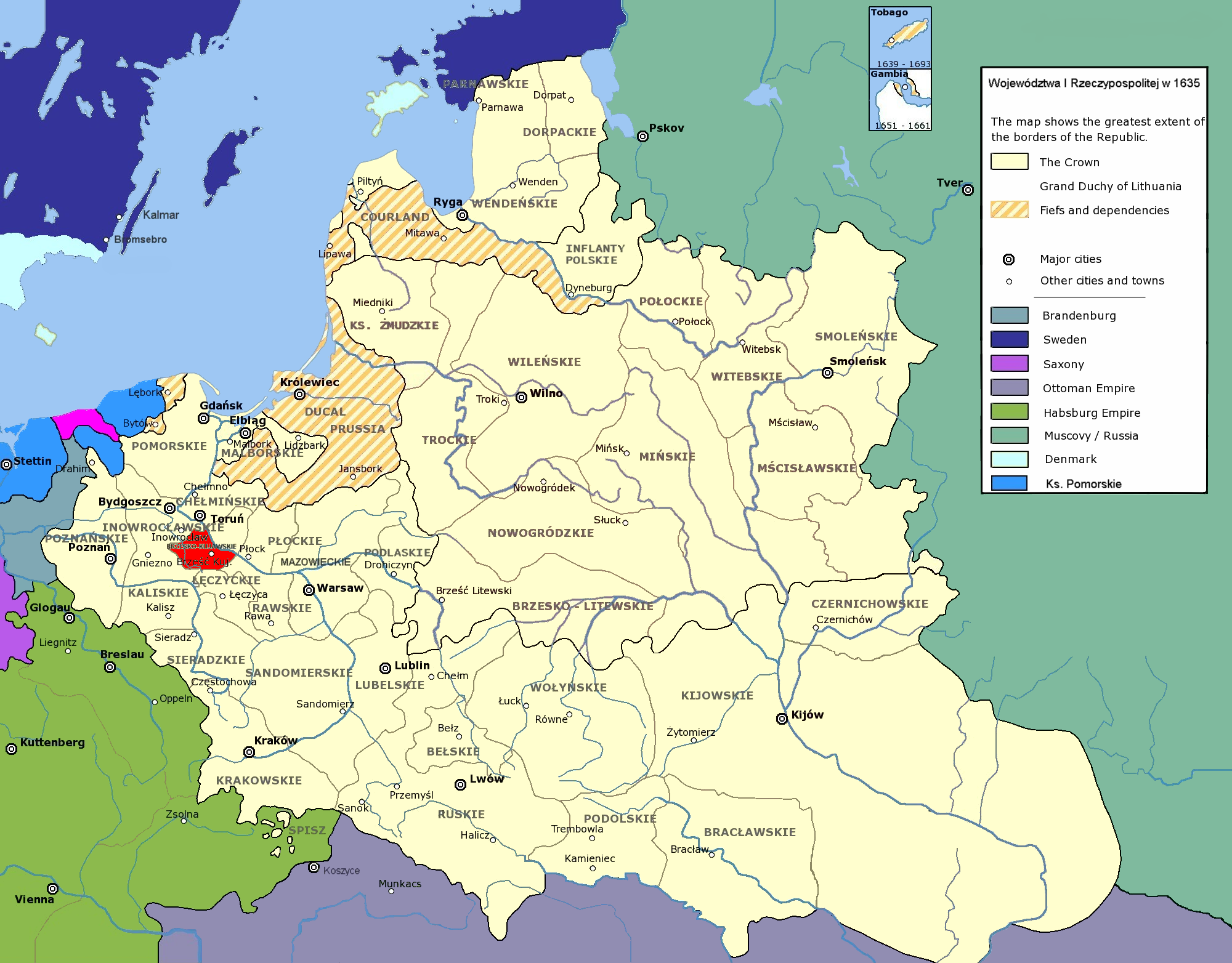
布杰斯克-库亚雅省在波兰立陶宛联邦的位置

布杰斯克-库亚雅省（波蘭語：województwo brzesko-kujawskie）是一个于14世纪到1772年－1795年瓜分波兰为止这一时间内的波兰立陶宛联邦行政区划。为库亚维亚地区和大波兰行省的一部分。

## 政府部门所在地
省总督所在地：
- 布杰斯克-库亚雅

地区议会所在地：
- 布杰斯克-库亚雅

## 城镇
- 布杰斯克-库亚雅
- 科瓦尔
- 克鲁兹维卡
- 普泽德特茨
- 拉德泽耶夫

## 总督
- 雅克布·斯泽卡茨温斯基（1622年－1637年）
- 安德热·克列特科夫斯基（1637年－1643年）
- 扬·斯基蒙·斯泽卡茨温斯基（1643年－1652年）

## 临近省份和地区
- 伊诺弗洛科沃夫省
- 拉瓦省
- 宛兹卡省
- 卡利什省
- 格涅兹诺省（自1768年起）

52°37′N 18°54′E / 52.61°N 18.9°E